# Ronde van Italië 2010/Eindstanden
De eindstanden van de Ronde van Italië 2010.

## Algemeen klassement
| #  | Renner               | Land       | Ploeg                            | Tijd       |
| -- | -------------------- | ---------- | -------------------------------- | ---------- |
|    | Ivan Basso           | Italië     | Liquigas-Doimo                   | 87u 44'04" |
| 2  | David Arroyo         | Spanje     | Caisse d'Epargne                 | + 1'51"    |
| 3  | Vincenzo Nibali      | Italië     | Liquigas-Doimo                   | + 2'37"    |
| 4  | Michele Scarponi     | Italië     | Diquigiovanni-Androni Giocattoli | + 2'50"    |
| 5  | Cadel Evans          | Australië  | BMC Racing Team                  | + 3'27"    |
| 6  | Aleksandr Vinokoerov | Kazachstan | Astana                           | + 7'06"    |
| 7  | Richie Porte         | Australië  | Team Saxo Bank                   | + 7'22"    |
| 8  | Carlos Sastre        | Spanje     | Cervélo                          | + 9'39"    |
| 9  | Marco Pinotti        | Italië     | Team HTC-Columbia                | + 14'20"   |
| 10 | Robert Kiserlovski   | Kroatië    | Liquigas-Doimo                   | + 14'51"   |
| 11 | Damiano Cunego       | Italië     | Lampre-Farnese Vini              | + 17'10"   |
| 12 | Bauke Mollema        | Nederland  | Rabobank                         | + 19'41"   |
| 13 | John Gadret          | Frankrijk  | AG2R-La Mondiale                 | + 23'03"   |
| 14 | Vladimir Karpets     | Rusland    | Katjoesja                        | + 25'21"   |
| 15 | Mauricio Ardila      | Colombia   | Rabobank                         | + 32'29"   |
| 16 | Linus Gerdemann      | Duitsland  | Team Milram                      | + 34'49"   |
| 17 | Dario Cioni          | Italië     | Team Sky                         | + 36'44"   |
| 18 | Steven Kruijswijk    | Nederland  | Rabobank                         | + 37'27"   |
| 19 | Aleksandr Jefimkin   | Rusland    | AG2R-La Mondiale                 | + 39'43"   |
| 20 | Hubert Dupont        | Frankrijk  | AG2R-La Mondiale                 | +45'17"    |
| 21 | Francis De Greef     | België     | Omega Pharma-Lotto               | + 50'08"   |
| 22 | Iban Mayoz           | Spanje     | Footon-Servetto-Fuji             | + 1u07'37" |
| 23 | Thomas Voeckler      | Frankrijk  | Bbox Bouygues Télécom            | + 1u10'16" |
| 24 | Pieter Weening       | Nederland  | Rabobank                         | + 1u10'55" |
| 25 | Vladimir Miholjević  | Kroatië    | Acqua & Sapone                   | + 1u11'10" |

### Rode lantaarn
| #   | Renner      | Land   | Ploeg                | Tijd       |
| --- | ----------- | ------ | -------------------- | ---------- |
| 163 | Marco Corti | Italië | Footon-Servetto-Fuji | + 4u48'55" |

## Puntenklassement
| #  | renner               | land       | ploeg                            | punten |
| -- | -------------------- | ---------- | -------------------------------- | ------ |
|    | Cadel Evans          | Australië  | BMC Racing Team                  | 150    |
| 2  | Aleksandr Vinokoerov | Kazachstan | Astana                           | 128    |
| 3  | Vincenzo Nibali      | Italië     | Liquigas-Doimo                   | 116    |
| 4  | Michele Scarponi     | Italië     | Diquigiovanni-Androni Giocattoli | 110    |
| 5  | Ivan Basso           | Italië     | Liquigas-Doimo                   | 105    |
| 6  | Marco Pinotti        | Italië     | Team HTC-Columbia                | 74     |
| 7  | Jérôme Pineau        | Frankrijk  | Quick Step                       | 69     |
| 8  | Filippo Pozzato      | Italië     | Katjoesja                        | 67     |
| 9  | Damiano Cunego       | Italië     | Lampre-Farnese Vini              | 64     |
| 10 | John Gadret          | Frankrijk  | AG2R-La Mondiale                 | 64     |

## Bergklassement
| #  | renner               | land        | ploeg                            | punten |
| -- | -------------------- | ----------- | -------------------------------- | ------ |
|    | Matthew Lloyd        | Australië   | Omega Pharma-Lotto               | 56     |
| 2  | Ivan Basso           | Italië      | Liquigas-Doimo                   | 41     |
| 3  | Johann Tschopp       | Zwitserland | Bbox Bouygues Télécom            | 38     |
| 4  | Cadel Evans          | Australië   | BMC Racing Team                  | 35     |
| 5  | Michele Scarponi     | Italië      | Diquigiovanni-Androni Giocattoli | 25     |
| 6  | Ludovic Turpin       | Frankrijk   | AG2R-La Mondiale                 | 20     |
| 7  | Rubens Bertogliati   | Zwitserland | Diquigiovanni-Androni Giocattoli | 16     |
| 8  | Simone Stortoni      | Italië      | Colnago-CSF Inox                 | 16     |
| 9  | Aleksandr Vinokoerov | Kazachstan  | Astana                           | 15     |
| 10 | Vincenzo Nibali      | Italië      | Liquigas-Doimo                   | 15     |

## Jongerenklassement
| #  | renner             | land        | ploeg              | tijd       |
| -- | ------------------ | ----------- | ------------------ | ---------- |
|    | Richie Porte       | Australië   | Team Saxo Bank     | 87u51'23"  |
| 2  | Robert Kiserlovski | Kroatië     | Liquigas-Doimo     | + 7'29"    |
| 3  | Bauke Mollema      | Nederland   | Rabobank           | + 12'19"   |
| 4  | Steven Kruijswijk  | Nederland   | Rabobank           | + 30'05"   |
| 5  | Francis De Greef   | België      | Omega Pharma-Lotto | + 42'26"   |
| 6  | Valerio Agnoli     | Italië      | Liquigas-Doimo     | + 1u20'30" |
| 7  | Rigoberto Urán     | Colombia    | Caisse d'Epargne   | + 1u29'44" |
| 8  | Jan Bakelants      | België      | Omega Pharma-Lotto | + 1u30'18" |
| 9  | Marcel Wyss        | Zwitserland | Cervélo            | + 1u37'33" |
| 10 | Branislaw Samojlaw | Wit-Rusland | Quick Step         | + 1u38'0"  |

## Ploegenklassement
| #  | ploeg                            | land                | tijd       |
| -- | -------------------------------- | ------------------- | ---------- |
|    | Liquigas-Doimo                   | Italië              | 262u04'40" |
| 2  | Rabobank                         | Nederland           | + 24'21"   |
| 3  | Caisse d'Epargne                 | Spanje              | + 1u05'55" |
| 4  | AG2R-La Mondiale                 | Frankrijk           | + 1u10'16" |
| 5  | Omega Pharma-Lotto               | België              | + 1u10'45" |
| 6  | Team Saxo Bank                   | Denemarken          | + 1u42'45" |
| 7  | Cervélo                          | Zwitserland         | + 2u06'16" |
| 8  | Diquigiovanni-Androni Giocattoli | Italië              | + 2u22'30" |
| 9  | Katjoesja                        | Rusland             | +2u23'30"  |
| 10 | Bbox Bouygues Télécom            | Frankrijk           | + 2u31'15" |
| 11 | Team Sky                         | Verenigd Koninkrijk | + 2u42'26" |
| 12 | Lampre-Farnese Vini              | Italië              | + 2u51'14" |
| 13 | Acqua & Sapone                   | Italië              | + 2u53'19" |
| 14 | Astana                           | Kazachstan          | +3u56'19"  |
| 15 | Quick Step                       | België              | + 4u08'01" |
| 16 | Team HTC-Columbia                | Verenigde Staten    | + 5u03'22" |
| 17 | BMC Racing Team                  | Zwitserland         | + 5u15'22" |
| 18 | Footon-Servetto-Fuji             | Spanje              | + 5u18'41" |
| 19 | Team Milram                      | Duitsland           | + 5u23'05" |
| 20 | Cofidis                          | Frankrijk           | + 5u34'58" |
| 21 | Colnago-CSF Inox                 | Ierland             | + 6u25'46" |
| 22 | Team Garmin-Transitions          | Verenigde Staten    | + 7u25'13" |

1e etappe ·
2e etappe ·
3e etappe ·
4e etappe ·
5e etappe ·
6e etappe ·
7e etappe ·
8e etappe ·
9e etappe ·
10e etappe ·
11e etappe ·
12e etappe ·
13e etappe ·
14e etappe ·
15e etappe ·
16e etappe ·
17e etappe ·
18e etappe ·
19e etappe ·
20e etappe ·
21e etappe
Startlijst · Eindstanden · Afbeeldingen